# Горные леса Центральной Британской Колумбии
Го́рные леса́ Центра́льной Брита́нской Колу́мбии (англ. Central British Columbia Mountain forests) — североамериканский континентальный экологический регион умеренных хвойных лесов, выделенный Всемирным фондом дикой природы.

## Размещение
Этот экорегион занимает север центра провинции Британская Колумбия в Канаде.